# David Kaminsky
David Kaminsky (in ebraico דוד קמינסקי‎?; 8 gennaio 1938) è un ex cestista e allenatore di pallacanestro israeliano.

## Carriera
Con Israele ha partecipato a cinque edizioni dei Campionati europei (1959, 1961, 1965, 1967, 1969).

## Palmarès
- Campionato israeliano: 3

Hapoel Tel Aviv: 1964-65, 1965-66, 1968-69
- Coppa di Israele: 1

Hapoel Tel Aviv: 1968-69